# كايفن

كايفن هي بحيرة تقع على حدود ثلاث بلديات نرويجية وهي بايكلند وأفجي هورننس (في مقاطعة أوست أغدر) وأسرال (في مقاطعة فست أغدر).حيث أنها تقع على بعد حوالي 8 كيلومترات (5.0 ميل) إلى الشمال الغربي من قرية بايكلندسيورد و بحيرة بايكلندسيورد.